# Alerce Milenario
El  Alerce Milenario (del género fitzroya cupressoides), también conocido como Gran Abuelo, es el árbol más grande y antiguo del Parque Nacional Alerce Costero.
Este árbol, a pesar de que se consideraba uno de los más antiguos del mundo, se creía que su edad no era mayor a la del árbol Matusalén, lo que resultó ser errado, ya que este árbol posee más de 5000 años, siendo considerado el árbol vivo más antiguo del mundo.

## Geografía
El Alerce Milenario está ubicado en el Parque Nacional Alerce Costero, a 45 kilómetros de La Unión. Desde la entrada de este parque, hay que caminar durante 2,5 kilómetros en un sendero con trekking de mediana intensidad.
1. ↑  «Parque Nacional Alerce Costero». CONAF. Consultado el 28 de marzo de 2025.
2. ↑  «Árbol chileno podría ser pronto el más viejo del mundo – DW – 27/04/2023». dw.com. Consultado el 28 de marzo de 2025.
3. ↑  «Estudio permitió estimar en 5.484 años la edad del “Alerce Milenario” de La Unión». www.forestal.uach.clhttps. Consultado el 28 de marzo de 2025.
4. ↑  Claro, Hernan (4 de julio de 2024). «Conoce el árbol más viejo del mundo: Trekking en Alerce Costero». Chile Travel. Consultado el 28 de marzo de 2025.